# Replonges
Replonges ist eine französische Gemeinde mit 3.929 Einwohnern (Stand: 1. Januar 2022) im Département Ain in der Region Auvergne-Rhône-Alpes. Sie gehört zum Arrondissement Bourg-en-Bresse und zum Kanton Replonges zugeteilt. Die Einwohner werden Replongeard(e)s genannt.

## Geografie
Replonges liegt in der Landschaft Bresse, fünf Kilometer östlich von Mâcon. Der Fluss Veyle begrenzt die Gemeinde im Süden und mündet dann in die Saône, die die Gemeinde im Nordwesten begrenzt. Die Saône markiert hier auch die Grenze zum Département Saône-et-Loire.
Umgeben wird Replonges von den Nachbargemeinden Feillens im Norden, Bâgé-Dommartin im Nordosten, Saint-André-de-Bâgé im Osten, Crottet im Südosten und Süden, Saint-Laurent-sur-Saône im Westen sowie Mâcon im Westen und Nordwesten.
Durch die Gemeinde führen die Autoroute A40 und die Autoroute A406 sowie die früheren Routes nationales 79 (heutige D1079) und 433 (heutige D933).

## Bevölkerungsentwicklung
| Jahr                       | 1962 | 1968 | 1975 | 1982 | 1990 | 1999 | 2006 | 2012 | 2021 |
| -------------------------- | ---- | ---- | ---- | ---- | ---- | ---- | ---- | ---- | ---- |
| Einwohner                  | 1873 | 2187 | 2440 | 2610 | 2687 | 2845 | 3102 | 3644 | 3899 |
| Quellen: Cassini und INSEE |      |      |      |      |      |      |      |      |      |

## Gemeindepartnerschaften
Mit der deutschen Stadt Bad Waldsee in Baden-Württemberg besteht seit 1991 zusammen mit den übrigen Gemeinden des ehemaligen Wahlkreises Canton de Bâge eine Partnerschaft.

## Sehenswürdigkeiten
- Kirche Saint-Martin
- Kapelle Sainte-Madeleine
- Turm des Lysandros, einem früheren Taubenschlag

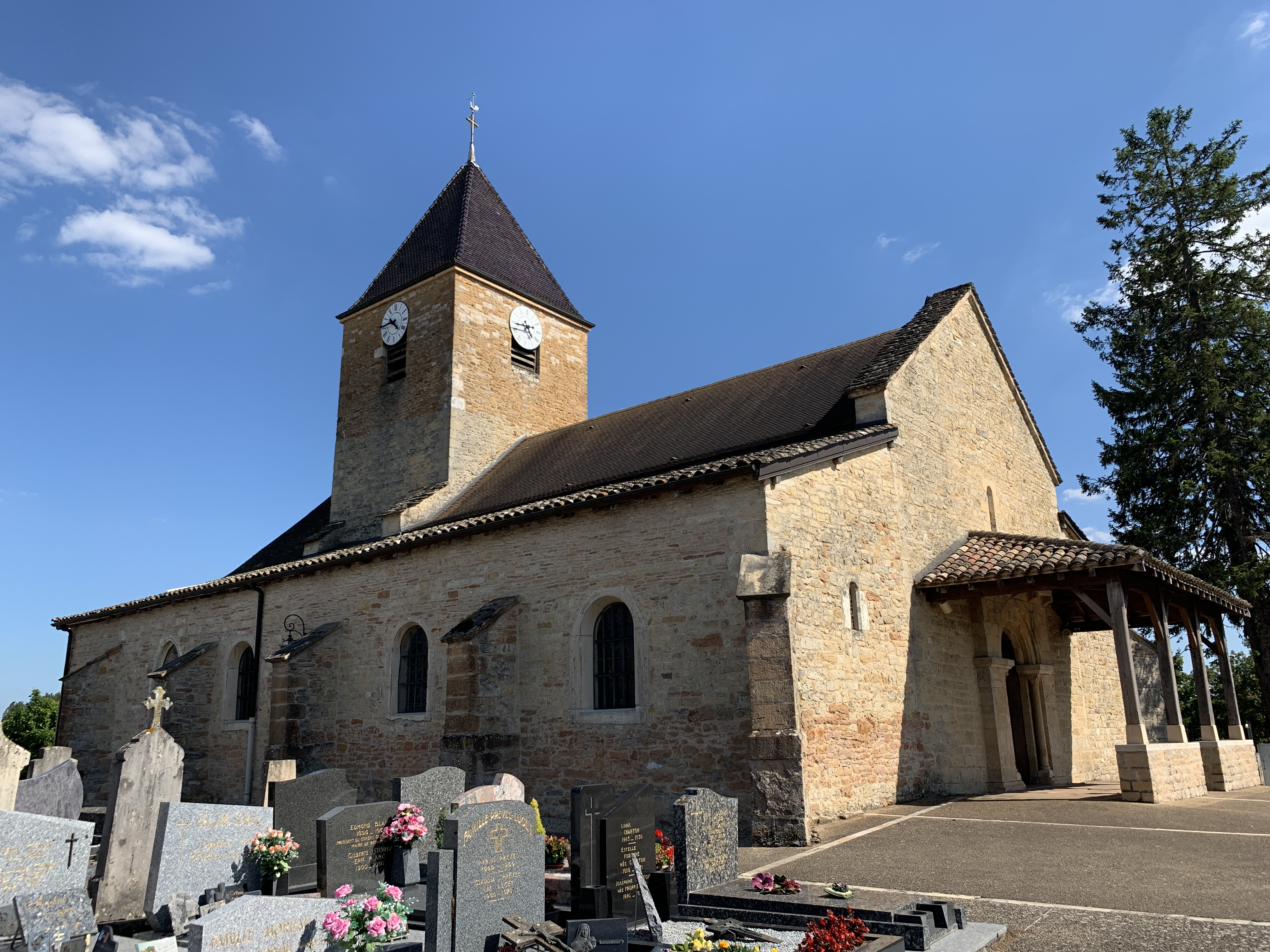
Kirche Saint-Martin
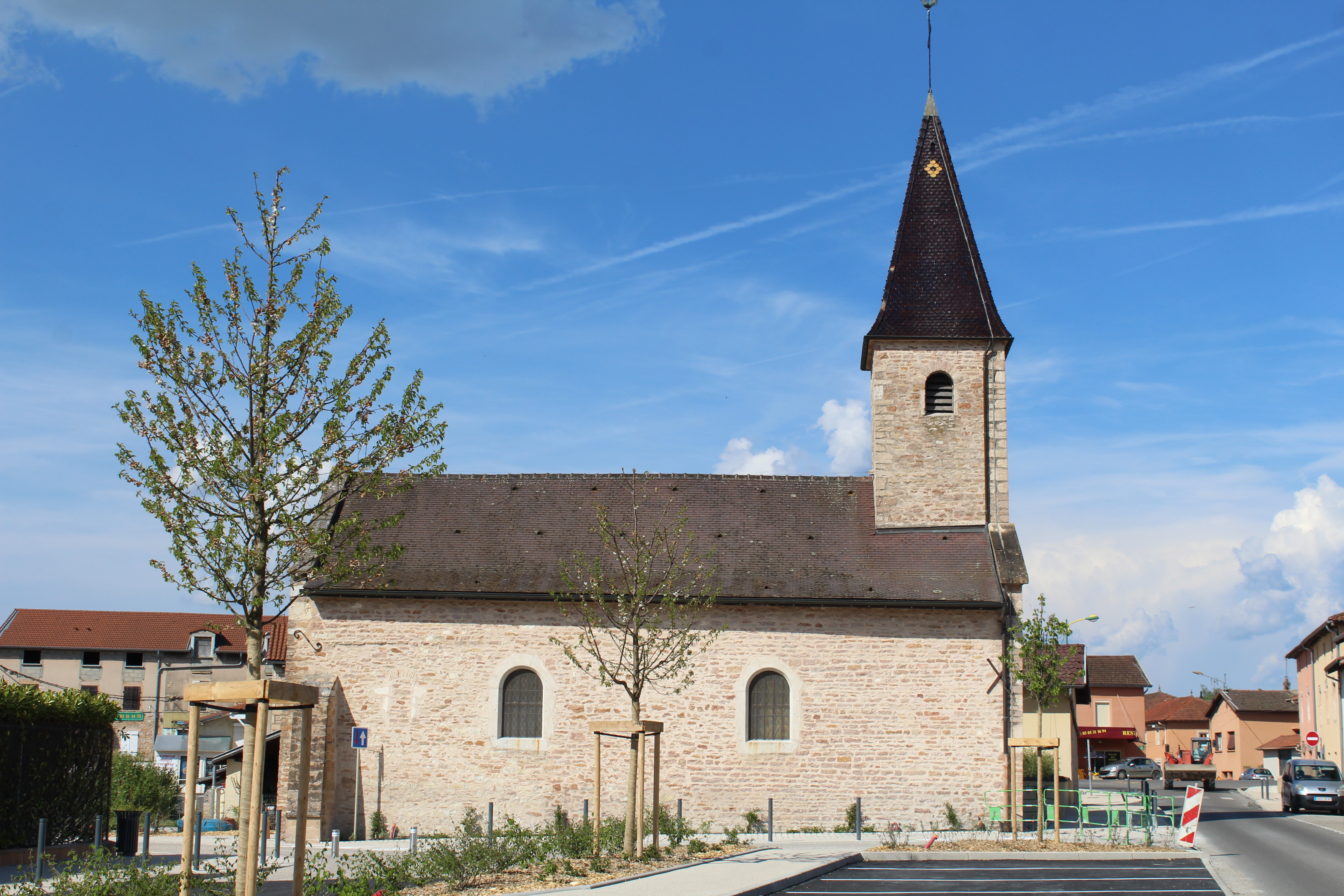
Kapelle Sainte-Madeleine
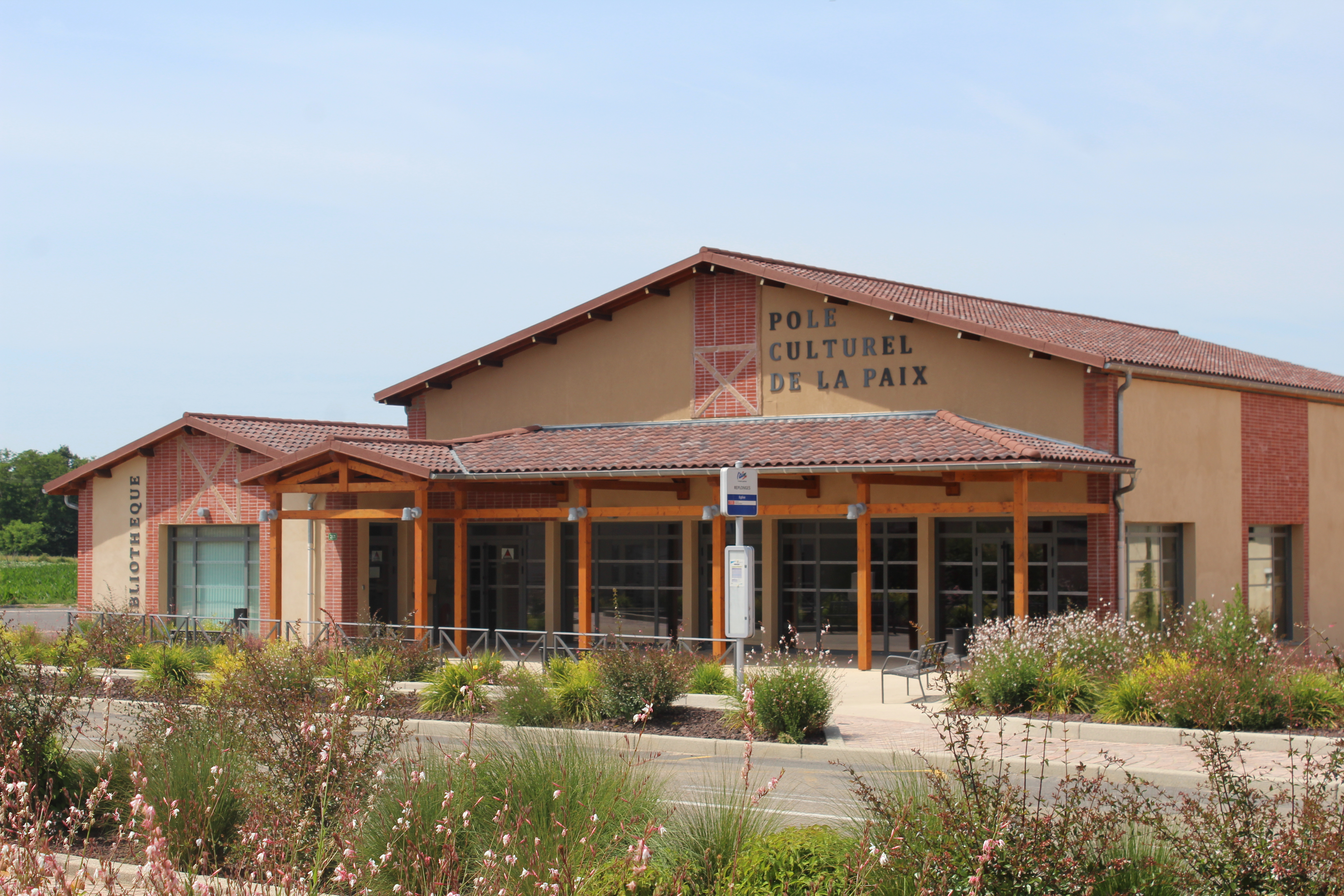
Kulturhaus
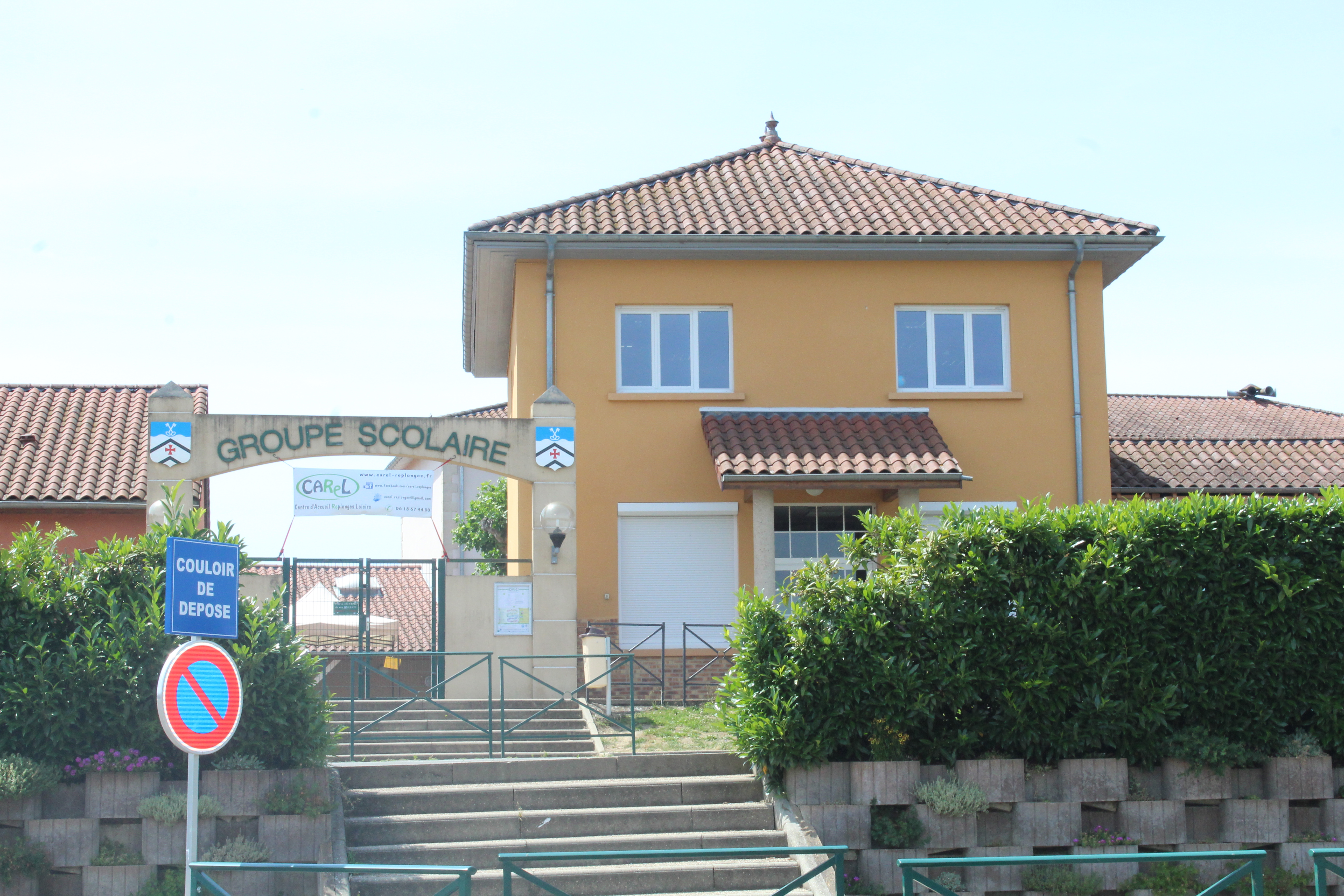
Schule
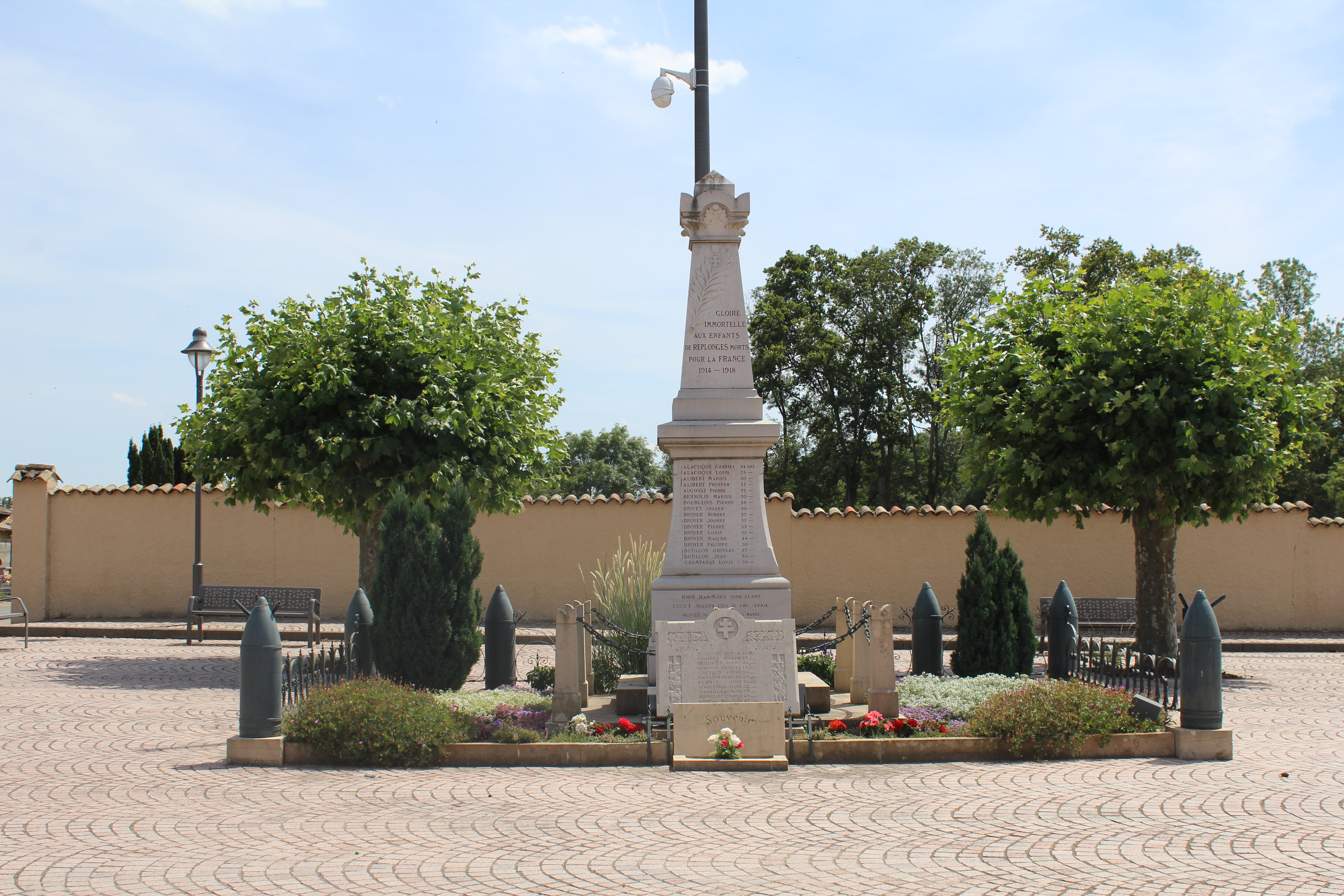
Gefallenendenkmal

## Persönlichkeiten
- Louis Desnoyers (1802–1868), Journalist und Schriftsteller
- Michel Voisin (* 1944), Politiker